# 郑喜灿
郑喜灿（1973年—），河南开封人，汉族，中华人民共和国政治人物、第十一届全国人民代表大会解放军代表。
毕业于河南医科大学护理专业，是中共党员。担任第153医院全军创伤骨科中心护师。2008年起担任全国人大代表。